# Major Isidoro (kommun)
Major Isidoro är en kommun i Brasilien.   Den ligger i delstaten Alagoas, i den östra delen av landet, 1 400 km nordost om huvudstaden Brasília. Antalet invånare är 18 901.
Följande samhällen finns i Major Isidoro:
- Major Isidoro

Omgivningarna runt Major Isidoro är huvudsakligen savann. Runt Major Isidoro är det ganska glesbefolkat, med 21 invånare per kvadratkilometer.